# 曲河站
曲河站（韓語：곡하역）是朝鮮民主主義人民共和國慈江道江界市的一個鐵路車站，属于满浦线。

## 历史
- 1939年2月1日，开通使用[1]。

## 邻近车站
满浦线
江界站 - 曲河站 - 双富站